# Síto
Síto nebo řešeto, zdrobněle sítko je ruční pracovní nástroj nebo specializovaná strojní součástka nebo zařízení určené pro prosívání různých sypkých hmot. U sypkých materiálů se sítem oddělují částice menší než oko síta. Velikost oka síta se udává počtem ok na čtvereční palec (při nulové tloušťce drátu). Pokud síto slouží k oddělení pevné složky od kapalné hovoříme o cedníku. Na stejném principu fungují vlastně i filtry, česle, odkapávače apod.
Dříve se sítu říkalo „řičice“ nebo „žejbro“.

## Ruční síta
Je to většinou kovový výlisek z plechu s kruhovými oky, drátěnou nebo plastovou sítí vsazenou do rámečku nebo plastový výlisek.
Druhy ručních sít:
- kuchyňská síta, sítka, cedníky
- zahradní síta
- stavební síto
  - prohazovačka na prosívání netříděného písku
  - jemné síto s oky 2 x 2 mm na zhotovování klasické jemné vápenné malty na historické objekty (památkářští zedníci a štukatéři).

V míchačce se namíchala hodně řídká malta z jemného písku a vápna. Ta se pak prolila jemným sítem a přelila do sudu. Postupně klesala ke dnu a na povrchu byla voda,která se odebírala, až malta dosáhla potřebné hustoty.

## Strojní síta
Mnoho různých sít obsahují také různé zemědělské, potravinářské a další stroje. K třídění substrátů se používají nejčastěji síta dvou typů:
- rotační bubnová
- žejbrová (žejbra) – šikmé síto protřásané do stran

Tato síta mají obvykle ve směru osy proměnnou hustotu, což umožňuje třídění substrátu podle zrnitosti.

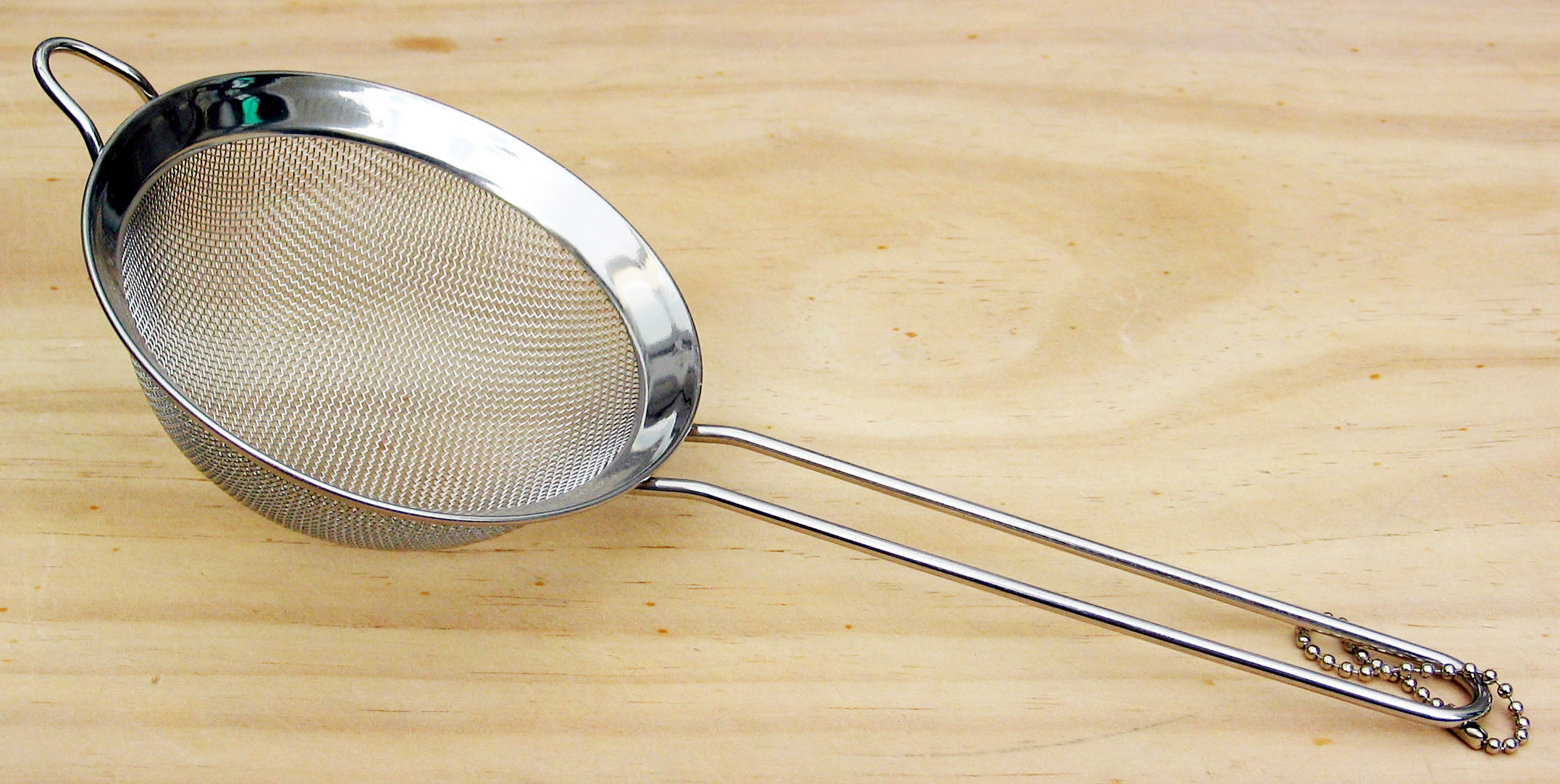
Kuchyňské sítko
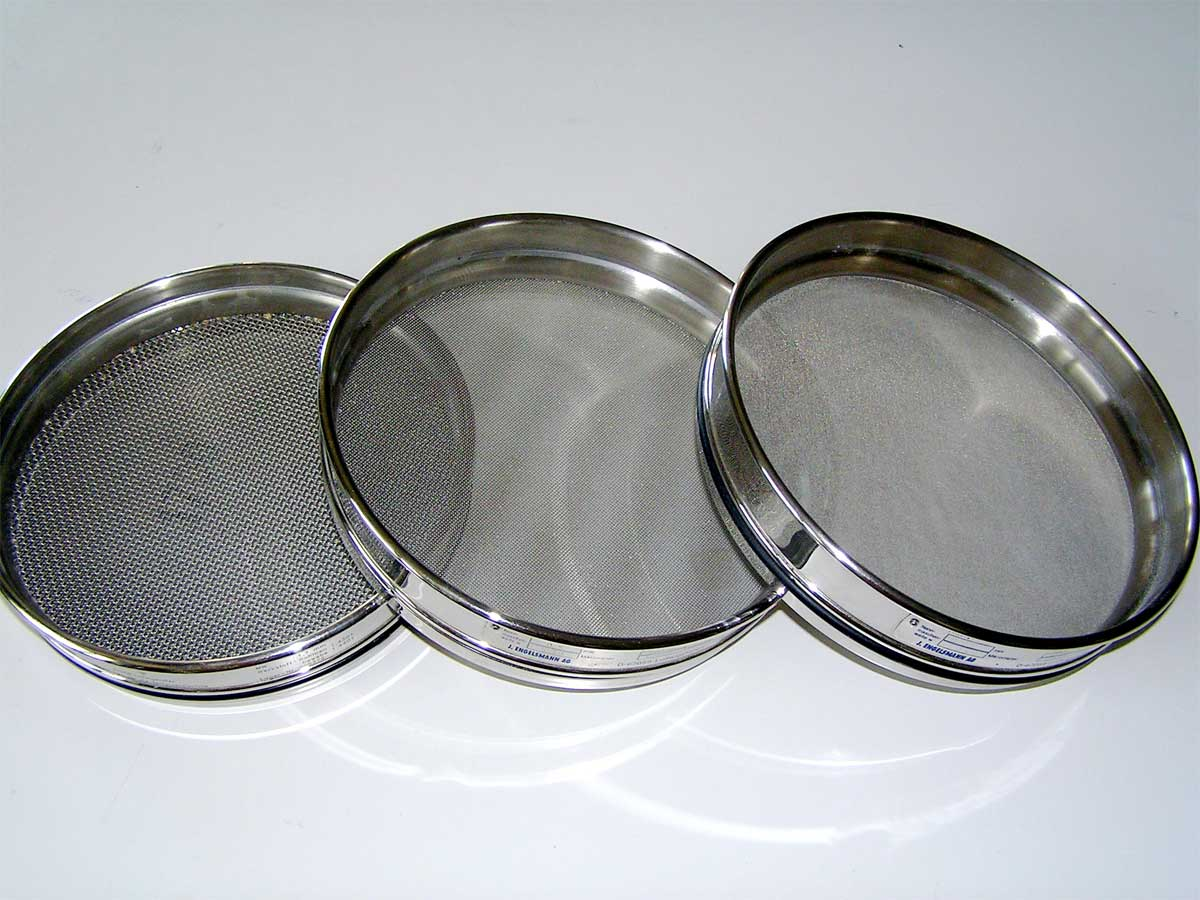
Laboratorní síta
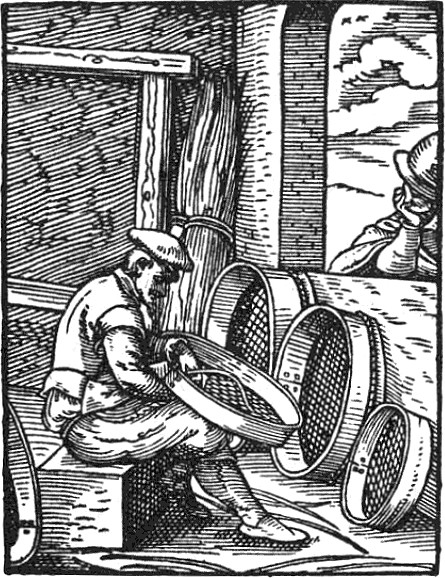
Rytina řemeslníka sít z roku 1568
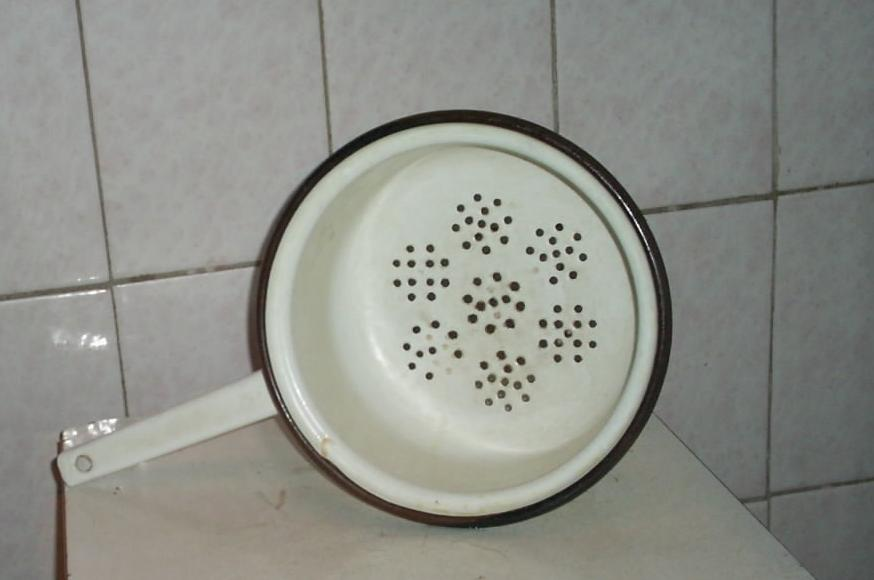
Kuchyňský cedník
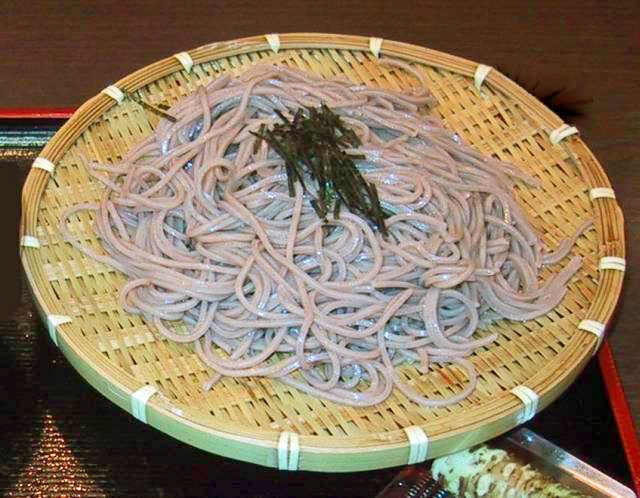
Proutěné síto na těstoviny